# Avenida Infante Dom Henrique (Lisboa)
A Avenida Infante Dom Henrique é a maior avenida de Lisboa, com cerca de 12 km, correndo sempre junto ao rio. É um dos principais acessos à zona central e histórica da cidade a partir dos concelhos a norte, pois não atravessa zonas densamente populacionais, sendo uma via bem transitável (três vias em cada sentido, sendo duas para todo o tipo de veículos, e uma para transportes públicos).
A construção da longa avenida remonta aos anos 30, tendo recebido a sua designação actual em 1948 (até então era conhecida como Via pública projectada entre a Praça do Comércio e a Praça de Moscavide (actual Praça José Queirós) ou ainda Avenida Marginal Oriental).
A avenida começa no prolongamento do IC2 (Moscavide - Santa Iria), num túnel por baixo da Praça José Queirós, passa ao largo do Parque das Nações, tendo também acessos a partir da Ponte Vasco da Gama, CRIL e A1. No final do Parque das Nações inflecte em direcção ao litoral, na Praça 25 de Abril, e atravessa toda a antiga zona industrial de Lisboa,  correndo paralela à linha ferroviária até entrar na zona mais histórica, perto da Estação de Santa Apolónia, terminando na Praça do Comércio.
Passa por sete freguesias, servindo de fronteira entre o Parque das Nações e os Olivais, prosseguindo depois por Marvila, Beato, Penha de França, São Vicente e Santa Maria Maior (antes da reforma administrativa de 2012, atravessava as freguesias de Santa Maria dos Olivais, Marvila, Beato, São João, Santa Engrácia, Santo Estêvão de Alfama, Sé e Madalena).